# Comunitat de comunes del Kochersberg
La Comunitat de comunes del Kochersberg (oficialment: Communauté de communes du Kochersberg) és una Comunitat de comunes del departament del Baix Rin, a la regió del Gran Est.
Creada al 2013, està formada 23 municipis i la seu es troba a Truchtersheim.

## Municipis
1. Berstett
2. Dingsheim
3. Dossenheim-Kochersberg
4. Durningen
5. Fessenheim-le-Bas
6. Furdenheim
7. Gougenheim
8. Griesheim-sur-Souffel
9. Handschuheim
10. Hurtigheim
11. Ittenheim
12. Kienheim
13. Kuttolsheim
14. Neugartheim-Ittlenheim
15. Pfulgriesheim
16. Quatzenheim
17. Rohr
18. Schnersheim
19. Stutzheim-Offenheim
20. Truchtersheim
21. Willgottheim
22. Wintzenheim-Kochersberg
23. Wiwersheim